# Interlingue
|  | No s'ha de confondre amb Interlingua, una altra llengua artificial.. |

Interlingue o occidental (anomenat així entre 1922-1947) és una llengua artificial creada per Edgar von Wahl, un dels primers esperantistes. Von Wahl va néixer a Olviópol, avui Ucraïna i llavors província de l'Imperi Rus, dins d'una família de llengua alemanya. Tenia, com es pot veure, bons motius per a ser un dels pioners de l'esperanto, i els seus consells van ser seguits per Zamenhof. Sense formació acadèmica específica, tenia instint lingüístic.
Oficial de la marina de guerra, va optar pel bàndol tsarista en la Revolució de 1917. Després del triomf dels soviets, es va exiliar a França, canviant el seu cognom per De Wahl.
Descontent amb l'esperanto, va decidir crear el seu propi projecte, al qual anomena occidental. Publica el 1922 el seu projecte de llengua. Formula la regla de Wahl. Va aconseguir reunir un petit grup de seguidors, que continuà editant la revista Cosmoglotta fins als anys 1950.
El 1949 van decidir canviar el nom pel d'interlingue (no interlingua, nom usat per Peano per al seu "Latino sine flexione", i també per Alexander Gode en el projecte de l'IALA de 1953). No obstant això, l'associació no va tornar a donar senyals de vida fins a la dècada dels anys 1990, a través d'Internet.

## Història i activitat

### Començaments
Les activitats de l'idioma i els seus usuaris poden veure's a través de la revista Cosmoglotta, la qual es va començar a publicar en 1922 a Tallinn, Estònia sota el nom de Kosmoglott. La llengua que de Wahl va anunciar aquell any era el producte d'anys d'experiments personals sota el nom d'auli (de "llengua auxiliar" en anglès, auxiliary language), la qual va usar entre 1906 i 1921 i es va guanyar el sobrenom de "proto-occidental". Durant el desenvolupament de l'idioma de Wahl va explicar el seu enfocament en una carta a un conegut, el Baron d'Orczy, escrita en auli:
| « | La meva direcció en la creació de la llengua universal et sembla bastant regressiva... Ho entenc bastant bé, perquè l'estic començant des de l'altre extrem. No començo amb l'alfabet i la gramàtica i després adapto el vocabulari, sinó tot el contrari: tom tot el material internacional de paraules, sufixos, finals, formes gramaticals, etc., i després treball per a organitzar el material, l'ordeno, compilo, interpolo, extrapolo i garbello. | » |

De Wahl també es va escriure sovint amb el matemàtic italià i creador del Latino sine flexione, Guiseppe Peano, i va ser apreciat per la seva selecció de vocabulari internacional, escrivint que:
| « | Crec que el "vocabulario commune" del Professor Peano és ja una obra científica més valuosa que tota la literatura escolàstica de l'ido sobre coses imaginàries evocades pel "fonament" de Zamenhof". | » |

Després del seu anunci en 1922, Occidental estava gairebé complet. De Wahl no va tenir la intenció d'anunciar l'idioma durant alguns anys però després de sentir que la Societat de Nacions (SDN) havia començat una recerca sobre la qüestió d'un idioma internacional, va decidir accelerar la seva publicació i després de rebre una resposta favorable l'any anterior del Sotssecretari General Nitobe Inazō de SDN, que havia adoptat una resolució sobre el tema en 19215. La primera publicació coneguda en Occidental, un fullet titulat Transcendent Algebra de Jacob Linzbach, va aparèixer poc abans del debut de Kosmoglott.
L'occidental va començar a reunir seguidors a causa de la seva llegibilitat, malgrat una completa falta de gramàtiques i diccionaris. Dos anys més tard, en 1924, de Wahl va escriure que s'estava comunicant amb unes 30 persones "en bon occidental" malgrat la falta de material d'aprenentatge. Dues societats idistes es van adherir a l'occidental en el mateix any, una a Viena (Àustria) anomenada IdoSocieto Progreso (rebatejada com Societé Cosmoglott Progress) i Societo Progreso en Brno (Txecoslovàquia), que va canviar el seu nom a Federali (Federation del amicos del lingue international). El primer diccionari, Radicarium Directiv, una col·lecció d'arrels occidentals i els seus equivalents en vuit idiomes, es va publicar a l'any següent.
Kosmoglott també va ser un fòrum per a altres idiomes planejats, si bé encara estava escrit principalment en occidental. Fins a 1924, la revista també va estar afiliada a l'Academia pro Interlingua, que promovia el Llatí sine flexioni de Peano. El nom es va canviar a Cosmoglotta en 1927 quan va començar a promoure oficialment l'occidental en lloc d'altres idiomes, i al gener l'oficina editorial i administrativa de la revista es va traslladar al barri de Mauer a Viena, ara part de Liesing. Gran part de l'èxit inicial de l'occidental en aquest període va provenir de la nova ubicació central de l'oficina, juntament amb els esforços d'Engelbert Pigal, també d'Àustria, l'article dels quals Li Ovre de Edgar de Wahl ("L'obra d'Edgar de Wahl") va generar interès en l'occidental per part d'usuaris de l'ido. L'ús a França va començar en 1928 i, a principis de la dècada següent, la comunitat occidental es va establir a Alemanya, Àustria, Suècia, Txecoslovàquia i Suïssa.

### Període de Viena i Segona Guerra Mundial
El període de Viena va estar també marcat per l'estabilitat financera. Amb l'ajuda de dos suports principals, Hans Hörbiger, de Viena, i G.A. Moore, de Londres, la revista Cosmoglotta va prosperar malgrat la crisi econòmica. Després de la mort de tots dos en 1931, la revista es va veure forçada a dependre de nou dels guanys generats per les subscripcions i les republicacions.
El creixent moviment va començar a fer campanya de manera més assertiva a favor de l'occidental a principis de la dècada de 1930, aprofitant la seva llegibilitat a primera vista en posar-se en contacte amb organitzacions com a empreses, ambaixades, impremtes i la Lliga de Nacions amb cartes enterament en Occidental que sovint s'entenien i contestaven. Aquestes cartes sovint incloïen el peu de pàgina Scrit in lingue international "Occidental" ("Escrit en l'idioma internacional Occidental"). També es va produir un gran nombre de "documents" numerats en aquest moment per a introduir el concepte d'un idioma internacional i defensar l'occidental com la resposta a la "torre de Babel" d'Europa. En aquest període es van realitzar per primera vegada enregistraments d'occidental parlat en discos de gramòfon per a la seva distribució.
Els anys de 1935 a 1939 van ser particularment actius per a Cosmoglotta i es va publicar una segona edició de la revista. Originalment titulada Cosmoglotta-Informationes, aviat va ser rebatejat com Cosmoglotta B, centrant-se en elements d'interès més intern com a qüestions lingüístiques, informes de l'occidental en les notícies i actualitzacions financeres. A principis de 1936, sense comptar els 110 números de Cosmoglotta i altres revistes i butlletins, existien un total de 80 publicacions en i sobre l'occidental.
Però els anys previs a la Segona Guerra Mundial van plantejar dificultats per a l'occidental i altres idiomes artificials. Es van prohibir a Alemanya, Àustria i Txecoslovàquia, es van veure obligats a dissoldre's, i es van mantenir baix vigilància per la Gestapo, que també va destruir materials d'ensenyament. La prohibició de les llengües auxiliars a Alemanya va ser particularment nociva, ja que era allí on vivien la majoria dels occidentalistes en aquest moment. La impossibilitat d'acceptar el pagament de les subscripcions va ser un cop financer que va continuar després de la guerra juntament amb la divisió d'Alemanya en zones d'influència, no totes les quals van permetre pagaments.
De Wahl, a Tallinn, no va poder comunicar-se amb la Unió Occidental a Suïssa des de 1939 fins a octubre de 1947, primer a causa de la guerra i després a la intercepció del correu entre Suïssa i la Unió Soviètica. Sense adonar-se d'això, de Wahl estava desconcertat per la falta de resposta a les seves contínues cartes; fins i tot una gran col·lecció de poesia traduïda a l'occidental mai va ser lliurada. L'única carta que va rebre a Suïssa va ser en 1947, preguntant a l'Occidental Union per què no havia respost a cap de les seves. Mentrestant, la casa de De Wahl i tota la seva biblioteca havien estat destruïdes durant el bombardeig de Tallinn. El propi De Wahl va ser empresonat durant un temps després de negar-se a sortir d'Estònia per a anar a Alemanya, i després es va refugiar en un hospital psiquiàtric on va viure la seva vida.
L'esclat de la guerra en 1939 va detenir les publicacions de tots dos Cosmoglottas fins a 1940, però en 1941 Cosmoglotta B va començar a publicar-se una vegada més i va continuar fins a 1950. Es va publicar una edició de Cosmoglotta A o B cada mes entre gener de 1937 i setembre de 1939, i després (després de l'impacte inicial de la guerra) cada mes des de setembre de 1941 fins a juny de 1951. Durant la guerra, només aquells a Suïssa i Suècia van poder dedicar-se per complet a l'idioma, duent a terme activitats de manera semioficial.
Durant la guerra, els occidentalistes van notar que sovint es permetia que l'idioma s'enviés per telegrama dins i fora de Suïssa (especialment des de i cap a Suècia) fins i tot sense reconeixement oficial, suposant que els censors podien entendre-ho i podrien vaig pensar que estaven escrits en castellà o romanx, un idioma menor, però oficial a Suïssa que en aquest moment mancava d'una ortografia estandarditzada. Això va permetre que tingués lloc alguna comunicació entre els occidentalistes a Suïssa i Suècia. Als altres centres d'activitat occidental a Europa no els va ser tan bé, ja que les existències de materials d'estudi a Viena i Tallinn van ser destruïdes en bombardejos i nombrosos occidentalistes van ser enviats a camps de concentració a Alemanya i Txecoslovàquia.
Els contactes es van restablir poc després de la guerra pels quals es van quedar, amb cartes de països com França, Txecoslovàquia, Finlàndia i Gran Bretanya que van arribar a Cosmoglotta. Els escriptors van dir que estaven llestos per a començar de nou les activitats per a l'idioma. Cosmoglotta tenia subscriptors en 58 ciutats de Suïssa uns mesos abans del final de la Segona Guerra Mundial a Europa, i Cosmoglotta A va començar a publicar-se novament en 1946.

### Estandardització de l'idioma
Durant la guerra molts occidentalistes es van dedicar a estandarditzar l'idioma. De Wahl havia creat Occidental amb una sèrie de característiques immutables, però creia que seguir les "lleis de la vida" li donava una base prou ferma per a seguir una "evolució natural". La seva flexibilitat "permetria que el temps i la pràctica s'ocupessin de les modificacions que resultessin necessàries". Com a resultat, algunes paraules tenien més d'una forma permesa, la qual cosa no podia resoldre's per decret, deixant així la decisió final a la comunitat en incloure totes dues formes possibles en els primers diccionaris de l'idioma. Un exemple és el verb scrir (escriure) i una possible una altra forma scripter, ja que tots dos creaven derivacions recognoscibles internacionalment: scritura i scritor de scrir, o scriptura i scriptor de scripter. De Wahl va expressar la seva preferència per scrir, trobant scripter una cosa pesada, però va comentar que aquest últim certament estava permès i que l'occidental podria prendre una evolució similar a les llengües naturals en els quals totes dues formes es tornen d'ús comú, amb la forma més llarga tenint un caràcter més pesat i formal i la forma més breu un to més lleuger i quotidià (com el story i history en anglès).
L'ortografia era una altra àrea en la qual existien diverses possibilitats, a saber, l'ortografia etimològica (adtractiv, opression), l'ortografia històrica (attractiv, oppression) o l'ortografia simplificada (attractiv, opression). La primera opció gairebé mai es va usar, i l'ortografia simplificada finalment es va convertir en l'estàndard en 1939. Gran part de l'estandardització de l'idioma es va dur a terme d'aquesta manera a través de la preferència de la comunitat (per exemple, es van proposar tant ac com anc per a la paraula "també", però la comunitat es va decidir ràpidament per anc), tanmateix no tot va ser així. Amb els dubtes pendents sobre la forma oficial d'algunes paraules i la falta de material general destinat al públic en general, es va dedicar molt de temps durant la Segona Guerra Mundial a l'estandardització de l'idioma i la creació de cursos, i a causa de la continuació de la guerra, a l'agost 1943 es va prendre la decisió de crear una acadèmia interina per a oficialitzar aquest procés.
Aquest procés havia començat poc abans de la guerra, i els occidentalistes suïssos, trobant-se aïllats de la resta del continent, van optar per concentrar-se en els materials d'instrucció per a tenir-los llestos al final de la guerra. En fer-ho, amb freqüència es van trobar confrontats amb la decisió entre dues formes "teòricament igualment bones" que havien romàs en l'ús popular, però la presència del qual podria ser confusa per a un nou aprenent de l'idioma. L'acadèmia va sostenir que els esforços d'estandardització es basarien en l'ús real, afirmant que:
| « | ...l'estandardització de la llengua té límits naturals. 'Estandarditzar' l'idioma no significa oficialitzar arbitràriament una de les possibles solucions i rebutjar les altres com a indesitjables i irritants. Només s'estandarditzen solucions que ja han estat secundades per la pràctica.” | » |

### IALA, interlingua i canvi de nom a interlingue
L'Associació de la Llengua Auxiliar Internacional (IALA), fundada en 1924 per a estudiar i determinar el millor idioma planificat per a la comunicació internacional, va ser vista al principi amb recel per la comunitat occidental. La seva cofundadora, Alice Vanderbilt Morris, era esperantista, igual que molts dels seus empleats, i molts occidentalistes, inclòs el propi de Wahl, creien que el seu lideratge sota l'esperantista William Edward Collinson (conegut entre els lectors de Cosmoglotta per un article del seu títol "Alguns punts febles de l'occidental") significava que havia estat creat amb un equip de lingüistes professionals sota un pretext neutral i científic per a reforçar una recomanació final per a l'esperanto. No obstant això, les relacions van millorar aviat, ja que va quedar clar que la IALA pretenia ser el més imparcial possible en familiaritzar-se amb tots els idiomes planificats existents. Ric Berger, un prominent occidentalista que després es va unir a Interlingua en la dècada de 1950, va detallar una d'aquestes visites que va fer en 1935 a Morris la qual va millorar enormement la seva opinió sobre l'organització:
| « | La meva opinió personal no era tan pessimista, ja que, en trobar-me a Brussel·les en 1935, vaig buscar a la Sra. Morris i aviat vaig obtenir una audiència amb ella on la meva encantadora amfitriona em va convidar a parlar en occidental. Li va demanar al seu espòs, l'ambaixador estatunidenc, que vingués a escoltar-me per a confirmar el que semblava interessar-los molt: un idioma en el qual es poden entendre totes les paraules sense haver-lo après! […] La Sra. Morris podria haver usat la seva fortuna simplement per a donar suport a l'esperanto, que era el seu dret com a esperantista convicta. Però en lloc d'això […] va decidir donar els seus diners a un tribunal lingüístic neutral per a resoldre científicament el problema, encara que la sentència fora en contra de les seves conviccions. | » |

En 1945, la IALA va anunciar que planejava crear el seu propi llenguatge i va mostrar quatre possibles versions sota consideració, totes les quals eren naturalistes en lloc d'esquemàtiques. Els occidentalistes estaven en general complaguts que la IALA hagués decidit crear un llenguatge de naturalesa tan similar a l'occidental, veient-lo com una associació creïble que donava pes al seu argument que un idioma auxiliar hauria de procedir de l'estudi dels idiomes naturals en lloc d'intentar encaixar en un sistema artificial. Ric Berger va ser particularment positiu en descriure l'idioma que la IALA estava creant com una victòria per a l'"escola natural" ("Li naturalitá esset victoriosi!") i "gairebé el mateix idioma" en 1948. No obstant això, encara tenia reserves, dubtant que un projecte amb un aspecte i una estructura tan similars seria capaç de "provocar sobtadament la caiguda dels prejudicis [contra les llengües planificades] i crear la unitat entre els partidaris de les llengües internacionals". També temia que simplement podria "dispersar als partidaris de l'idioma natural sense res a mostrar" després que l'occidental hagués creat "unitat a l'escola naturalista" durant tant de temps.
Si bé els dos idiomes tenien un vocabulari idèntic en un 90% sense tenir en compte les diferències ortogràfiques (per exemple, amb filosofie i philosophia considerades la mateixa paraula), estructural i derivacionalmente eren molt diferents. La Regla de De Wahl en l'occidental havia eliminat en la seva majoria els verbs llatins de doble arrel (verbs com actuar: ager, act- o enviar: mitter, miss-), mentre que l'interlingua simplement els acceptava com a part integrant d'un sistema naturalista. Els idiomes de control (italià, espanyol i/o portuguès, francès, anglès) utilitzats per l'interlingua per a formar el seu vocabulari en la seva majoria requereixen que una paraula elegible es trobi en tres idiomes d'origen (la "regla de tres"), la qual cosa entraria en conflicte amb el substrat germànic de l'occidental i diverses altres paraules que serien, per definició, inelegibles en un idioma unificat que retingués la metodologia de l'interlingua. L'acceptació de paraules occidentals com mann, strax, old i sestra (Interlingua: viro, immediatamente, vetere, soror) en l'interlingua només podria fer-se eliminant els idiomes de control, el nucli mateix de la metodologia de l'interlingua per a determinar el seu vocabulari. L'interlingua també permetia conjugacions verbals irregulars opcionals com so, son i sia com primera persona del singular, tercera persona del plural i subjuntiu d'esser, el verb 'ser'.
L'occidental també s'estava recuperant de la guerra. Cosmoglotta va continuar informant fins a 1946 sobre qui havien sobreviscut a la guerra, qui d'ells estaven llestos per a participar novament i qui encara estaven fos de contacte. La revista es va veure afectada financerament pels costos d'impressió inflats de la postguerra i la seva incapacitat per a cobrar pagaments d'uns certs països, en marcat contrast amb la ben finançada IALA amb seu a Nova York.
La política internacional va ser una altra dificultat per als occidentalistes després de la guerra. El començament de la Guerra Freda va crear una situació particularment incòmoda per a l'Occidental-Union, el nom de la qual lamentablement coincidia amb el d'una lliga política antirussa; els occidentalistes suïssos creien que aquesta era la raó per la qual es van interceptar totes les cartes de De Wahl des de Tallinn. De Wahl va romandre inconscient dels desenvolupaments en l'idioma i la proposta per la resta de la seva vida. A principis de 1948 els occidentalistes txecoslovacs havien començat a sol·licitar un nou nom que els permetés continuar amb les seves activitats lingüístiques sense sospites, proposant el nom de Interal (International auxiliari lingue), al que el sindicat va respondre que el terme Interlingue seria més apropiat i que eren lliures d'introduir l'idioma com "Interlingue (Occidental)", o fins i tot eliminar l'esment d'Occidental entre parèntesis si així ho desitjaven. Ric Berger va començar a advocar per un canvi de nom d'Occidental a Interlingue en 1948 que també esperava que ajudaria en una fusió entre els dos idiomes. La votació oficial sobre el canvi de nom a Interlingue va tenir lloc en el ple d'Occidental Union en 1949 i va ser aprovada amb un suport del 91 per cent, la qual cosa va fer que el nom oficial Interlingue, amb Interlingue (Occidental) també permès, a partir de setembre de 1949.
El debut de la interlingua en 1951 va afeblir al interlingue-occidental, que fins llavors no havia estat qüestionat en el camp dels idiomes auxiliars planificats naturalistes. La percepció de Vĕra Barandovská-Frank de la situació en aquest moment va ser la següent (traduït de l'esperanto):
| « | En el camp dels llenguatges planificats naturalistes, l'occidental-interlingue no havia estat qüestionat fins a aquest moment (especialment després de la mort d'Otto Jespersen, autor de Novial), ja que tots els nous projectes eren gairebé imitacions d'ell. Això també s'aplicava a l'interlingua, però portava amb si un diccionari de 27 000 paraules elaborat per lingüistes professionals que generava un gran respecte, a pesar que en principi només confirmava el camí que havia iniciat De Wahl. El Senat de la Interlingue-Union i la Interlingue-Academie van acceptar les propostes que (1) la Interlingue-Union es converteixi en un membre col·lectiu de la IALA i (2) la Interlingue-*Union continués sent favorable a l'activitat futura de la IALA i moralment secundar-la. La primera proposada no va ser acceptada, però la segona sí, donant una col·laboració pràctica i suport a l'interlingua. | » |

André Martinet, el penúltim director de la IALA, va fer observacions similars a les de Matejka. Va confessar que la seva variant preferida de la interlingua era la més pròxima a l'interlingue que l'oficialitzada per Gode. En aquestes circumstàncies, els esforços de Ric Berger per a traslladar a tots els usuaris del interlingue en massa a l'interlingua d'IALA va ser un xoc. La seva heretgia va causar dubtes i interrupcions en els cercles del interlingue, especialment després que es va involucrar en la publicació de "Revista d'Interlingua". Es va demostrar que la idea anterior d'una fusió natural de tots dos idiomes no era realista, i el nou idioma es va convertir en un rival.
Don Harlow resumeix de manera similar l'any 1951 per a l'occidental:
| « | L'interlingua tenia un electorat llest per a usar. Havien passat gairebé trenta anys des de la creació de l'occidental, la força del qual en el món "naturalista" havia impedit que altres projectes "naturalistes" desenvolupessin els seus propis moviments. Però l'estrella de l'occidental s'havia esvaït des de la guerra. Ara, com un llamp caigut del cel, va arribar aquest regal enviat pel cel: un nou idioma construït encara més "naturalista" que l'occidental. Malgrat els intents dels partidaris acèrrims de l'occidental d'evitar l'inevitable, per exemple, mitjançant tàctiques com canviar el nom del seu idioma al d'interlingue, la majoria dels occidentalistes restants van fer el breu pelegrinatge al santuari de l'interlingua. | » |

### Estancament i ressorgiment
Si bé la migració de tants usuaris a l'interlingua havia afeblit greument al interlingue, la consegüent caiguda de l'activitat va ser gradual i es va produir durant dècades. Cosmoglotta B va deixar de publicar-se després de 1950 i la freqüència de Cosmoglotta A va començar a disminuir gradualment: una vegada cada dos mesos des de 1952 i després una vegada per trimestre des de 1963. Altres butlletins en Interlingue van continuar apareixent durant aquest temps, com Cive del Munde (Suïssa), Voce de Praha (Txecoslovàquia), Sved Interlinguist (Suècia), International Memorandum (el Regne Unit), Interlinguistic Novas (França), Jurnale Scolari International (França), Bulletine Pedagogic International (França), Super li Frontieras (França), Interlingue-Postillon (1958, Alemanya), Novas de Oriente (1958, el Japó), Amicitie european (1959, Suïssa), Teorie e practica (Suïssa-Txecoslovàquia, 1967), i Novas in Interlingue (Txecoslovàquia, 1971). Barandovská-Frank creu que la disminució de l'interès en Occidental-Interlingue es va produir en conjunt amb l'envelliment de la generació que primer es va sentir atreta per altres idiomes planificats (traduïts de l'esperanto):
| « | La majoria dels interessats en el interlingue pertanyien a la generació que va conèixer al seu torn el volapük, l'esperanto i l'ido, trobant després la solució més estètica (essencialment naturalista) en l'occidental-interlingue. Posteriorment, molts es van traslladar a la interlingua de IALA, que no obstant això no va demostrar tenir molt més èxit malgrat la impressió que va causar el seu origen científic, i aquells que van romandre lleials a l'occidental-interlingue no van aconseguir transmetre el seu entusiasme a una nova generació. | » |

L'activitat en el interlingue va aconseguir el seu punt més baix durant la dècada de 1980 i principis de la de 1990, quan la publicació de Cosmoglotta va cessar durant alguns anys. Mentre que el número 269 es va publicar en 1972 després de publicar una vegada per temporada entre 1963, el número 289 no es va assolir fins a l'estiu de 2000 per a una mitjana de menys d'un número per any. Segons Harlow, "en 1985, l'últim periòdic d'Occidental, Cosmoglotta, va deixar de publicar-se, i es diu que el seu editor, el Sr. Adrian Pilgrim, va descriure a l'occidental com un 'idioma mort'". Una dècada més tard, un documental en 1994 per Steve Hawley i Steyger sobre idiomes planificats va presentar al parlant del interlingue Donald Gasper com "un dels últims parlants que quedaven de l'idioma occidental".
Com va ser el cas d'altres idiomes planificats, l'arribada d'Internet va estimular el renaixement de l'occidental. L'any 1999 es va fundar el primer Yahoo! Group en occidental, Cosmoglotta havia començat a publicar de manera intermitent novament i l'idioma es va convertir en un tema de discussió en la literatura sobre idiomes auxiliars. Un exemple és The Esperanto Book publicat en 1995 per Harlow, qui va escriure que l'occidental tenia un èmfasi intencional en les formes europees i que alguns dels seus principals seguidors van adoptar una filosofia eurocèntrica, la qual cosa pot haver obstaculitzat la seva difusió. Així i tot, l'opinió oposada també era comuna en la comunitat i l'occidental va guanyar adeptes en moltes nacions, incloses les nacions asiàtiques. El 2004 es va aprovar una Wikipedia en interlingue. En els últims anys s'han reprès les reunions oficials de parlants de l'idioma: una en Ulm en 2013, una altra a Múnic en 2014 amb tres participants i una tercera en Ulm l'any següent amb cinc.
L'edició més recent de Cosmoglotta és el volum 327, corresponent al període de gener a juny de 2021. L'any 2021 va veure nous llibres publicats en occidental.

## Filosofia
De Wahl va aprendre sobre les llengües artificials quan va sentir parlar del volapük a Waldemar Rosenberger, un company de treball del pare de De Wahl. De Wahl va acabar convertint-se en un dels primers usuaris de l'esperanto, que va descobrir en 1888 durant el seu període com volapükista i per al qual estava compilant un diccionari de termes marins. Ràpidament es va convertir en un fervent partidari de l'esperanto durant diversos anys, on va col·laborar amb Zamenhof en algunes parts del disseny del idioma i va traduir una de les primeres obres a l'esperanto: "Princidino Mary", publicat en 1889 originalment sota el nom de Princino Mary. Va continuar sent esperantista fins a 1894 quan va fracassar la votació per a reformar l'esperanto. En aquesta votació, de Wahl va ser un dels dos que van votar ni per l'esperanto sense canvis ni per la reforma proposada per Zamenhof, sinó per una reforma completament nova. L'occidental no s'anunciaria fins a 28 anys després que De Wahl abandonés l'esperanto, un període en el qual va passar treballant amb altres creadors d'idiomes i tractant de desenvolupar un sistema que combinés tant naturalisme com regularitat. Aquesta combinació de naturalisme i regularitat es convertiria en un dels avantatges als quals es fa referència amb major freqüència en la promoció de l'occidental després de la seva publicació.
Mentre desenvolupava l'occidental, de Wahl va treballar amb Waldermar Rosenberger (Idiom Neutral), Julius Lott (Mundolingue) i Antoni Grabowski (llatí modern per un temps, però després va tornar a l'esperanto). El mètode buscat per aquests "partidaris del naturalisme" va ser la destil·lació de paraules existents en les seves parts per a obtenir les arrels internacionals dins d'elles, com naturalisation a nat-ur-al-is-ation, que després s'usaria en altres paraules per a mantenir les paraules arrel al mínim mentre es manté una aparença natural: preï (preu), preciosi (preciós), apreciar (apreciar), apreciation (apreciació), apreciabil (apreciable), despreciar (depreciar), despreciation (depreciació). La descomposició de paraules existents va donar lloc a un gran nombre d'afixos. Per exemple, tan sols aquells usats per a formar substantius que es refereixen a una mena de persona són: -er- (molinero - moliner), -or- (redactor - redactor), -ari- (millionario - milionari), -on- (spion, espia), -ard (mentard, mentider), -astr- (poetastro, poetastre), -es (franceso, francès), -essa (reyessa, reina). Segón de Wahl sempre era preferible optar per un sufix productiu que forçar la formació de paraules noves d'arrels completament noves més tard. A més d'això, la regla de De Wahl que es va desenvolupar més tard va permetre una derivació regular per als verbs llatins amb doble arrel.
La Delegació per a l'Adopció d'una Llengua Auxiliar Internacional, un cos d'acadèmics format per a estudiar el problema d'una llengua internacional i que va recomanar l'esperanto amb reformes (arribant a la llengua coneguda com l'ido), va ocórrer en 1907 abans que s'anunciés l'occidental. de Wahl va triar enviar un memoràndum de principis sobre el qual basar un idioma internacional, un memoràndum que va arribar després que el comitè ja s'hagués aixecat. Louis Couturat, que ja estava familiaritzat amb De Wahl i els seus col·laboradors, només ho va notar de passada. Els principis establerts en el memoràndum s'enumeren en una sol·licitud perquè el comitè declarés:
1. que cap dels sistemes existents és satisfactori;
2. que l'idioma internacional a construir ha d'estar basat en material internacional;
3. que ha de tenir un sistema precís de formació de paraules que, per les seves pròpies regles, obtingui paraules veritablement internacionals;
4. que ha de tenir una gramàtica natural que no produeixi formes antinaturals;
5. que ha de tenir una ortografia internacional.

De Wahl va publicar en 1922 una modificació del principi d'Otto Jespersen que "és millor l'idioma internacional que en cada punt ofereix la facilitat més gran al major número", afirmant que l'idioma internacional ha de ser més fàcil per a la majoria dels quals el necessiten (lit. qui ha d'aplicar-ho), o en altres paraules, aquells que ho necessiten en les relacions internacionals. De Wahl creia que no sempre era necessari tenir en compte el nombre de parlants, especialment en àrees especialitzades com la botànica, on, per exemple, el terme Oenethera biennis (un tipus de planta) hauria d'implementar-se sense canvis en un idioma internacional, fins i tot si tota la població mundial de botànics, els que més estan familiaritzats amb la paraula i probablement la utilitzen, no superés els 10.000.
Això també implicava que les paraules pertanyents a cultures particulars havien d'importar-se sense modificacions, la qual cosa De Wahl creia que aportava noves idees de valor a la cultura europea que s'havia "emmalaltit" després de la Primera Guerra Mundial. Va citar els termes karma, ko-tau (kowtow), geisha i mahdí en 1924 com a exemples d'aquells que no han de posar-se en una "cotilla vocàlica" a través de terminacions obligatòries (per exemple, karmo, koŭtoŭo, gejŝo, madho en esperanto) quan s'importen a l'idioma internacional:
| « | Tals paraules, encara no gaire nombroses, han tingut un gran increment en el segle passat, i creixeran en proporcions desorbitades en el futur quan, a través de la comunicació internacional, les idees de les estables cultures orientals inundin i influeixin en la malalta Europa, que està ara perdent el seu equilibri. I com més mutilades estiguin les paraules, més mutilades estaran les idees que representen. | » |

En un article sobre el desenvolupament futur de l'idioma, de Wahl va escriure en 1927 que a causa del domini europeu en les ciències i altres àrees, l'occidental requeria una forma i una derivació recognoscibles per als europeus, però que també hauria d'estar equipat amb una estructura gramatical capaç de prendre formes més analítiques i no derivades en el futur (com els equivalents de "bake man" per forner o "wise way" per saviesa) si les tendències lingüístiques mundials van començar a mostrar preferència per elles.
De Wahl creia que s'havia de mantenir un bon equilibri entre la regularitat esquemàtica i el naturalisme en un idioma internacional, on massa del primer pot ser convenient per a l'aprenent primerenc però detestable per a un parlant, i viceversa:
| « | No es fan excepcions per a dificultar l'estudi dels estrangers, sinó perquè el parlar sigui més curt i fluid […] És clar que en aquest idioma com el més impersonal, abstracte i comercial de tots, la regularitat serà major i més àmplia que en tots els altres idiomes i modismes nacionals i tribals. Però mai podrà aconseguir un esquematisme total […] També aquí la veritable solució serà una harmonització dels dos principis contraris. Requereix la penetració sensible de la necessitat real en l'instint de la superpoblació internacional.” | » |

Si bé el vocabulari era principalment romanç, de Wahl va optar per un gran substrat germànic que va considerar més expressiu per al vocabulari tècnic i material (self, ost (est), svimmar (nedar), moss (molsa), etc.), amb lèxic romanç i grec més apropiat en la derivació de paraules internacionals (fémina per dona per a formar feminin, can per gos per a formar canin (caní), etc.) així com concepcions mentals, corporals i naturals. Les llengües romanços minoritàries com el ladí, el provençal (occità) i el català juntament amb els criolls van ser importants en el desenvolupament de l'occidental per a de Wahl, qui va escriure ja en 1912 que la seva llengua en desenvolupament era més similar al provençal que a l'italià o a l'espanyol. La revista suïssa Der Landbote va fer un comentari similar en revisar l'idioma en 1945, comentant amb humor que "en llegir els pocs exemples d'occidental ens fa l'efecte d'un català a mitjà aprendre per un estranger que no entén molt la gramàtica".
De Wahl va emfatitzar que l'aparença natural de l'occidental no implicava una importació a l'engròs d'expressions i usos nacionals, i va advertir que fer-ho conduiria al caos. Un dels seus articles sobre aquest tema estava dirigit a usuaris anglesos i francesos que, segons ell, veien incorrectament a l'occidental com una mescla dels dos: "(L'aparença caòtica de l'occidental) no és culpa de l'occidental en sí, sinó dels seus usuaris i especialment dels francesos i anglesos, o aquells que pensen que l'idioma internacional ha de ser una mescla d'aquests dos idiomes […] això és un error fonamental, especialment si aquestes formes presenten excepcions i irregularitats en el sistema de l'occidental". Alphonse Matejka va escriure en Cosmoglotta que de Wahl "sempre va reivindicar un mínim d'autonomia per a la seva llengua i va lluitar acarnissadament contra totes les proposicions que pretenien augmentar el naturalisme de la llengua només imitant cegament les llengües romanços, o com va dir cruament de Wahl en una de les seves cartes a mi, 'imitant el francès o l'anglès'".
El que l'occidental afavorís la regularitat va conduir a un vocabulari que era recognoscible però diferent de la norma internacional, com ínpossibil en lloc d'impossibil (ín + poss + ibil), scientic (científic, de scient-ie + -ic), i descrition (descripció, de descri-r + -tion). Aquesta és una de les majors diferències amb l'interlingua, que té un vocabulari pres dels anomenats 'prototips' (l'ancestre comú més recent dels seus idiomes d'origen), mentre que el interlingue/occidental es va centrar en la derivació activa i espontània. El vocabulari es va considerar tècnicament permissible fins i tot si no coincidia amb les formes d'altres idiomes vius, i aquestes paraules derivades es van descriure com a "formes que els idiomes vius haurien pogut produir utilitzant els seus propis mitjans".

### Símbol
El símbol de l'occidental i les seves dimensions van ser triats en 1936 després d'algunes deliberacions i molts altres símbols proposats que incloïen lletres estilitzades, una estrella (com en l'esperanto o l'ido), un sol ponent per a representar el sol en l'oest (Occident), un globus terraqüi i més. La titlla, ja utilitzada per Occidental-Union, finalment va ser seleccionada sobre la base de cinc criteris: caràcter simbòlic, simplicitat, originalitat, improbabilitat de ser confós amb un altre símbol i per ser bicromàtic (tenir dos colors) en lloc de policromàtic. Més enllà dels cinc criteris, els occidentalistes de l'època feien referència als avantatges de la falta d'un significat fix per a la titlla en l'esfera pública, i la seva similitud amb una forma d'ona, implicant la parla.

## Gramàtica

### Alfabet
Les lletres es pronuncien com en català, excepte:
- c abans d'e, i, y es pronuncia com ts, en la resta de casos, com a k;
- g abans d'e, i, y es pronuncia com a j en francès, en la resta dels casos, com la g de gat;
- h es pronuncia com en anglès;
- j com en francès;
- q com en alemany i anglès;
- t es pronuncia ts abans d'ia, ie, io, iu, en la resta de casos, com en espanyol;
- v com en anglès;
- x = ks;
- z = ds;
- zz = ts (com en pizza en italià);
- ch com la ch andalusa o com a k abans de consonants

### Article
Com l'anglès, l'occidental té un article determinat i un altre indeterminat. L'article determinat és li, i l'indeterminat, un.
El final de l'article determinat es pot canviar a el (masculí), la (femení), lu (neutre), lis (plural), los (masculí plural), i las (femení plural). D'aquestes formes, les més comunes són lu i lis: lu és igual que l'lo de l'espanyol, com en Ne li aprension de un lingue es lu essential, ma su usation (L'essencial d'un idioma no és el seu aprenentatge sinó el seu ús) e lis s'usa amb paraules que són difícils d'escriure en plural com lis s (les esses).

### Substantius
El plural es fa afegint -s després d'una vocal, o -és després de la majoria de consonants. Per a evitar canvis de pronunciació i d'accentuació, a les paraules que acaben en -c, -g i -m només se'ls afegeix una -s: un libre, du libres, un angul, tri angulés, li tric, li trics, li plug, li plugs, li album, pluri albums, li tram, du trams.

### Verbs
La conjugació és regular. Existeix solament una conjugació amb quatre formes. Un exemple amb el verb estimar:
1. ama: sense final
2. amar (ama + r)
3. amant (ama + nt)
4. amat (ama + t)

Nota: Si l'arrel acaba en -i, es posa una-e-: fini-e-nt, audi-e-nt, veni-e-nt, mori-e-nt.
1. ama correspon a:
  1. present d'indicatiu actiu: yo ama, il ama, vu ama etc.
  2. present de subjuntiu actiu (en algunes llengües): Il dí que il ama
  3. imperatiu: ama!, veni!
2. amar és el present de l'infinitiu actiu: amar, venir, presser
3. amant és el present del participi actiu: amant, venient, pressent
4. amat correspon a:
  1. perfecte del participi: amat, venit, Li amat patria.
  2. pretèrit d'indicatiu actiu: yo amat, tu amat, il amat, noi amat, illi amat su patria etc.

Els altres temps verbals es formen de manera analítica amb.

### Adverbis
L'interlingue té adverbis primaris i adverbis derivats. Els adverbis primaris no es generen a partir d'altres parts del discurs i, per tant, no es formen usant terminacions especials: tre (molt), semper (sempre), etc.
Els adverbis derivats es formen agregant el sufix -men a un adjectiu (rapid = ràpid, rapidmen = ràpidament), relacionat amb el francès -ment, l'espanyol -ment i altres. La terminació -men es va inspirar en el francès provençal i parlat (que no pronuncia la t en -ment) i es va triar sobre -ment per a evitar conflictes amb la terminació del substantiu -ment i altres substantius en l'idioma derivats del temps passat en -t. Els adjectius poden usar-se com a adverbis quan el sentit és clar:
Il ha bon laborat = Ha treballat bé
Noi serchat long = Busquem molt temps

### Derivació

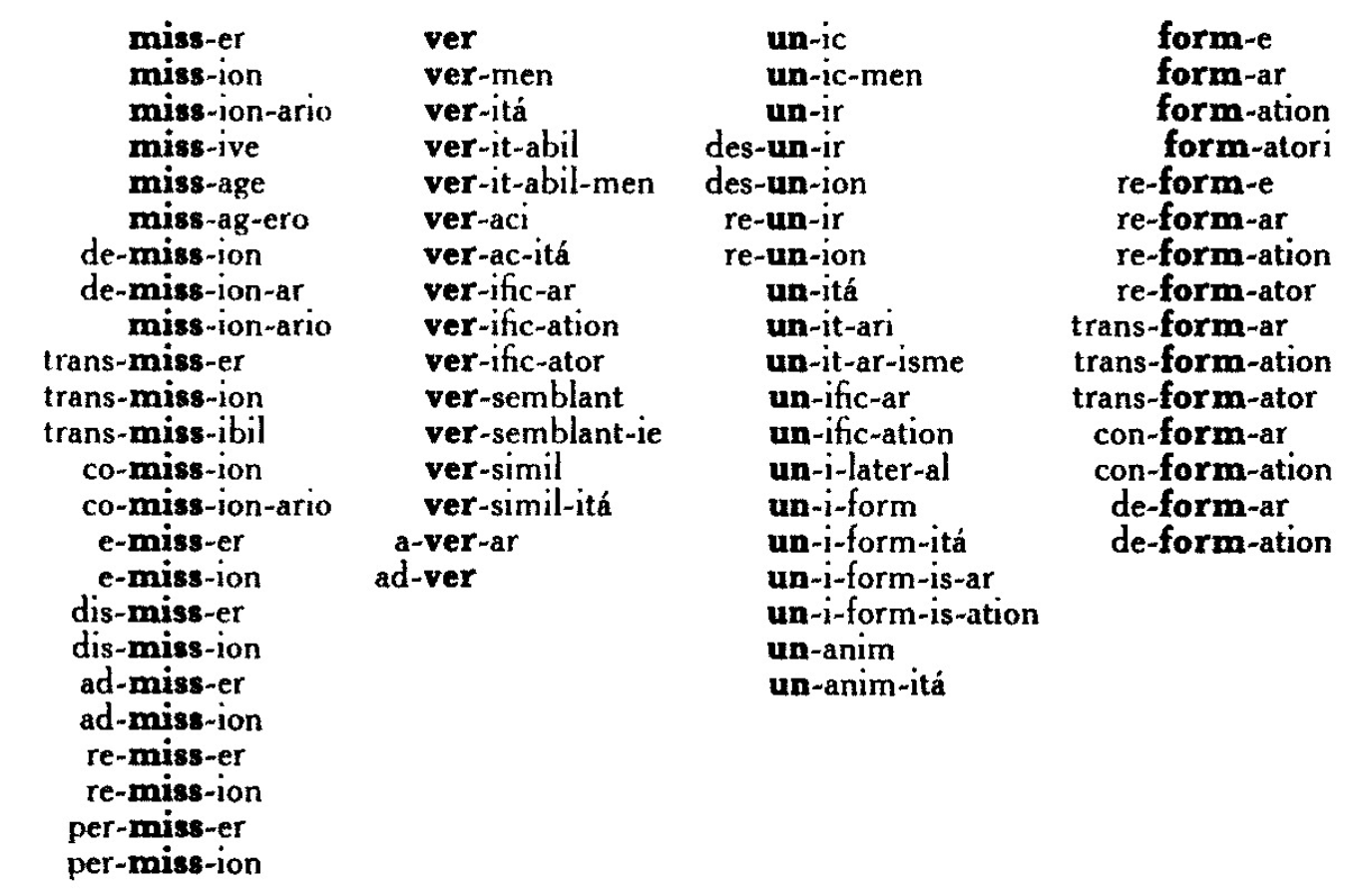
Un exemple de derivació pres de la revista Cosmoglotta.

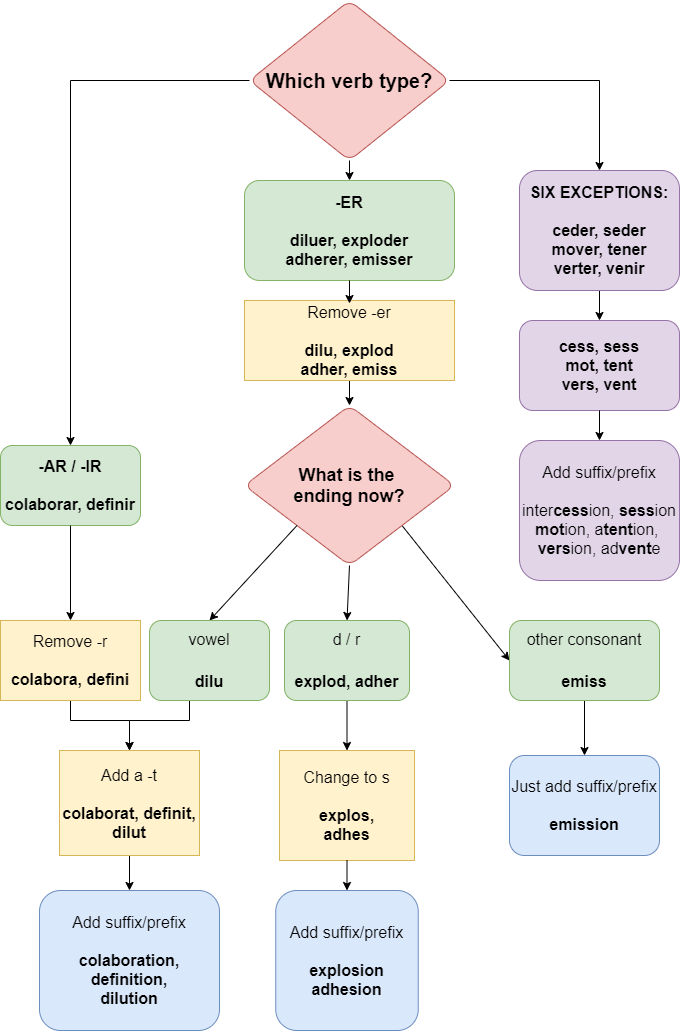
Diagrama de flux mostrant la derivació de noms a partir de verbs usant la Regla de Wahl.

L'aplicació de la regla de Wahl als verbs, i l'ús de nombrosos sufixos i prefixos, es va crear per a resoldre les irregularitats amb les quals els creadors d'altres projectes lingüístics anteriors a l'occidental havien plagat les seves obres. Aquests es van veure obligats a triar entre regularitat i formes antinaturals, o irregularitat i formes naturals. L'opinió predominant abans de la seva aplicació era que les formes naturals havien de sacrificar-se en nom de la regularitat, mentre que aquells que optaven pel naturalisme es veien obligats a admetre nombroses irregularitats en fer-lo (Idiom Neutral, per exemple, tenia una llista de 81 verbs amb radicals especials usats en formar derivats), una paradoxa resumida per Louis Couturat en 1903 de la següent manera:
| « | En resum, un es troba enfront de l'antinòmia que les paraules que són internacionals no són regulars i les paraules que són regulars no són internacionals; l'opinió predominant [de naturalistes com Julius Lott i de Wahl] era que la regularitat havia de sacrificar-se per la internacionalitat en la formació de les paraules. | » |

Les regles creades per de Wahl per a resoldre això es van descriure per primera vegada en 1909 en les Discussions de l'Acadèmia pro Interlingua de Peano i són les següents:
1. Si després de l'eliminació de -r o -er de l'infinitiu, l'arrel acaba en vocal, s'agrega la -t final. Crear (crear), crea/t-, crea/t/or, crea/t/ion, crea/t/iv, crea/t/ura.
2. Si l'arrel acaba en les consonants d o r, es transformen en s: decid/er (decidir), deci/s-, deci/s/ion deci/s/iv. Adherer (adherirse), adhe/s-, adhe/s/ion
3. En tots els altres casos, amb sis excepcions, l'eliminació de la terminació dona l'arrel exacta: decid/er (decidir), deci/s-, deci/s/ion deci/s/iv. Adherer (adherirse), adhe/s-, adhe/s/ion

Una vegada aplicades aquestes regles, l'occidental es va quedar amb sis excepcions. Són:
1. ced/er, cess- (concessió)
2. sed/er, sess- (sessió)
3. mov/er, mot- (moció)
4. ten/er, tent- (temptació)
5. vert/er, vers- (versió)
6. veni/r, vent- (advent)

Els sufixos s'agreguen a l'arrel verbal o al tema present del verb (l'infinitiu menys -r). Un exemple d'això últim és el sufix -ment: move/r, move/ment (no movetment), experi/r, experi/ment (no experimentment) y -ntie (anglès -nce): tolerar/r (tolerar), tolerar/ntie, existe/r (existir), existe/ntie.

## Facilitat d'aprenentatge
Com a llengua auxiliar internacional que és, la facilitat d'aprenentatge i el fet de tenir un vocabulari recognoscible va ser un principi clau en la creació de l'occidental. La revista Cosmoglotta sovint presentava cartes de nous i antics usuaris d'altres idiomes internacionals (principalment esperanto i ido) que donaven fe de la senzillesa de l'idioma: cartes de nous usuaris per a demostrar el seu ràpid domini de l'idioma, i certificacions d'usuaris experimentats d'idiomes auxiliars per a compartir les seves experiències. Pel fet que molts usuaris de l'idioma l'havien trobat després d'aprendre l'esperanto per primera vegada, és difícil trobar dades sobre la capacitat d'aprenentatge de l'idioma per als qui no tenen experiència en altres idiomes auxiliars internacionals. No obstant això, un experiment per a determinar el temps d'aprenentatge es va dur a terme en els anys 1956 a 1957 en una escola secundària catòlica suïssa (gymnasium) en Disentis sobre el temps necessari per a aprendre'l. L'experiment va mostrar que els estudiants que van participar en l'estudi, que tenien experiència prèvia amb francès, llatí i grec, van dominar el interlingue tant escrit com parlat després de 30 hores d'estudi.

### Salute, Jonathan!
Salute, Jonathan!, és el nom d'un curs per aprendre la llengua creat per Dave MacLeod, un occidentalista canadenc. Utilitza el mètode natural (també anomenat mètode directe), un mètode usat en molts altres llibres com Lingua Latina per se Illustrata (llatí), English by the Nature Method (anglès), Le Français Par La Méthode Nature (francès), L'italiano Secondo Il Metodo Natura (italià) i altres. El llibre té 100 capítols i està acompanyat d'àudio.

## Literatura
La majoria dels textos literaris en occidental, tant originals com traduïts, han estat publicats en Cosmoglotta. Altres textos han estat publicats en la revista Helvetia, i altres, en menor quantitat, com a llibres.
La literatura en occidental es pot dividir en diversos períodes:
- Primer període entre 1921 i 1927
- Període de Viena entre 1927 i 1949
- Període d'estancament entre 1950 i 1999
- Revivament en internet a partir de 1999

## Interlingue-Union i Cosmoglotta

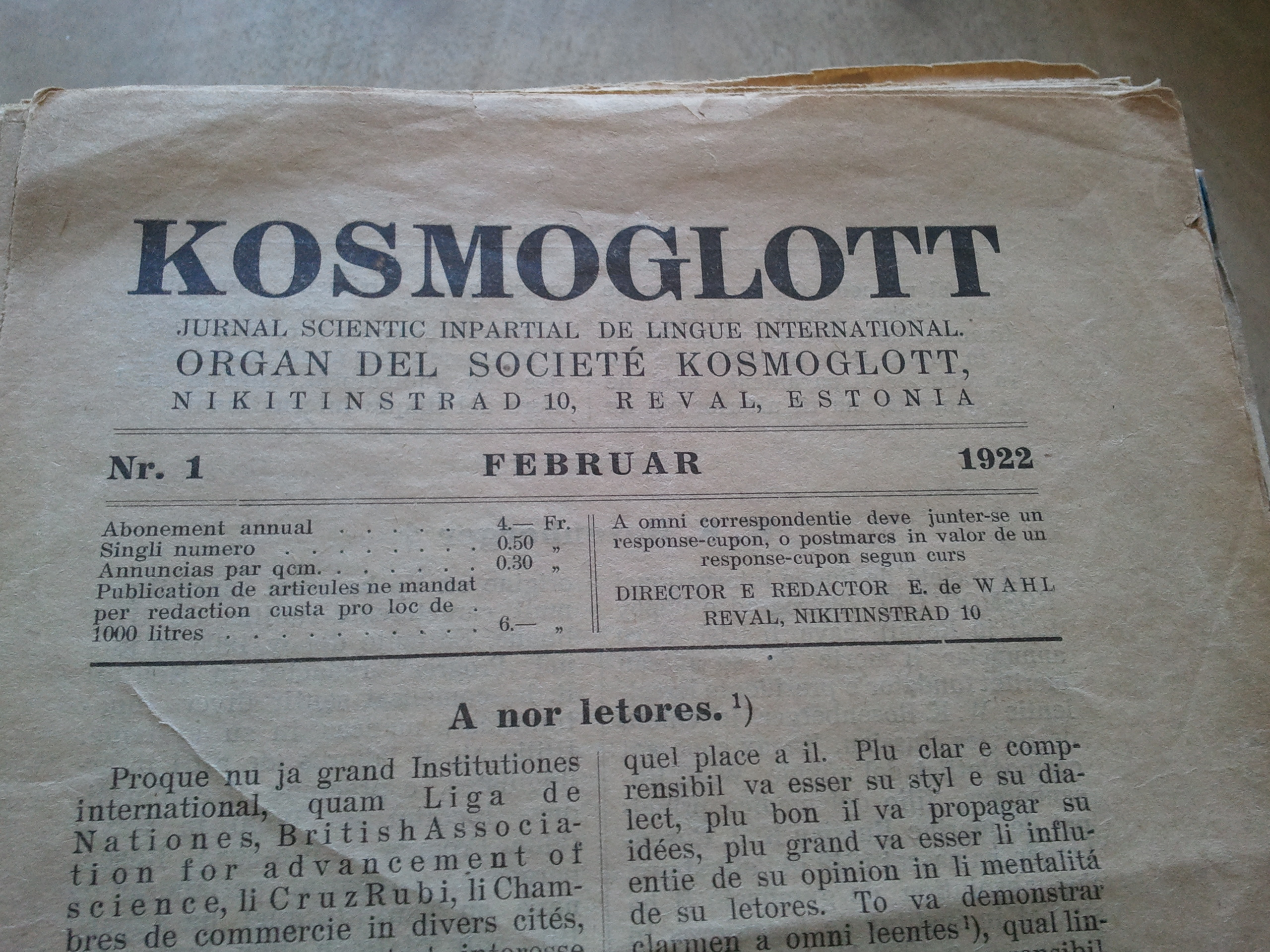
El primer número de Kosmoglott (més tard Cosmoglotta), publicat precipitadament després de l'anunci que la Societat de Nacions estava estudiant el problema d'una llengua internacional.

Interlingue-Union és l'organització encarregada de propagar interlingue. Existeix des de 1929 i en l'actualitat té la seu a Suïssa. És totalment neutral en assumptes polítics i religiosos. Fins a 1949, l'organització es deia Occidental-Union. Edita una revista anomenada Cosmoglotta, que és la revista central del moviment occidentalista i el seu òrgan de premsa oficial.
La precursora de Cosmoglotta va ser la revista Kosmoglott, publicada a Tallinn entre 1922 i 1926 i publicada per una associació del mateix nom fundada pel lingüista alemany bàltic Edgar von Wahl. En 1927, la revista va passar a dir-se Cosmoglotta (a partir del número 38) i va començar a publicar-se a Viena. Després que A. Z. Ramstedt es convertís en l'editor en cap de la revista, la seva publicació es va traslladar a Estocolm. La revista es va publicar allí fins que Ric Berger es va convertir en editor en cap. A principis de 1934, la revista Helvetia, que es va publicar a Suïssa entre 1928 i 1933, es va fusionar amb Cosmoglotta. Cosmoglotta també es va emetre posteriorment a Suïssa. En 1935, va començar a aparèixer un periòdic addicional pertanyent a Cosmoglotta. Les publicacions principal i secundària es van distingir més tard com a sèrie A i sèrie B. Avui, la revista es publica irregularment.